# 精靈寶可夢 Let's Go！皮卡丘／Let's Go！伊布
《精靈寶可夢 Let's Go！皮卡丘／Let's Go！伊布》（中国大陆官方译为），是一款由GAME FREAK制作，任天堂發行的任天堂Switch角色扮演游戏。本作是基于1998年发售的《寶可夢 皮卡丘》的重制作品，也是寶可夢系列遊戲首次登陆任天堂Switch平台。
該款游戏于2018年5月30日在寶可夢直面會上正式公布，并于2018年11月16日全球发售。

## 遊戲機制

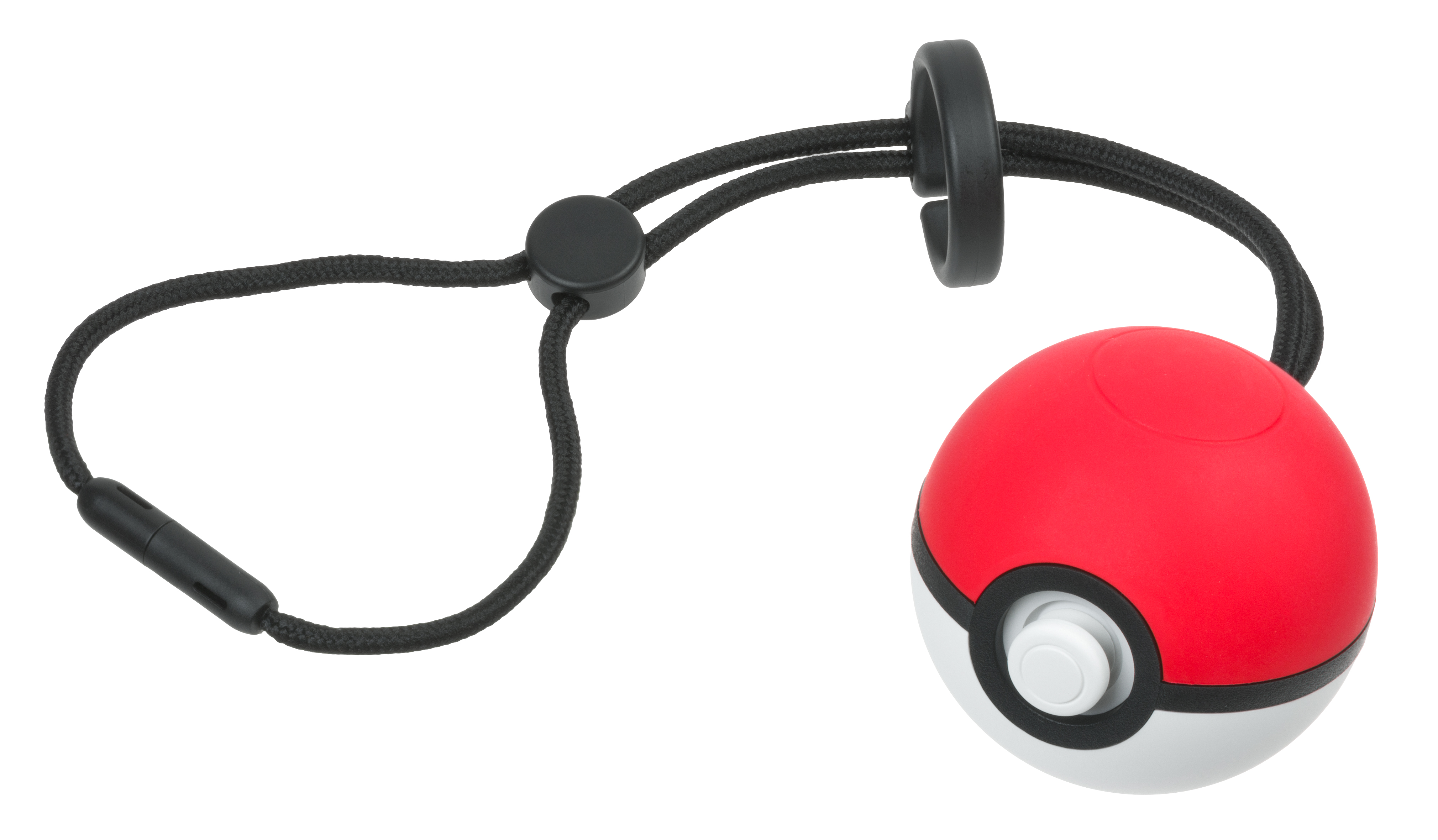
精灵球Plus控制器

《精靈寶可夢 Let's Go！皮卡丘》和《精靈寶可夢 Let's Go！伊布》的故事舞台設定在關都地區，擁有該地區的151種寶可夢及它們的阿羅拉型態。玩家在遊戲中可以透過单个Joy-Con或精靈球外型的控制器「精灵球Plus」控制玩家或捕捉寶可夢，並以寶可夢對抗非玩家角色的訓練家及道館館主。此外精靈球Plus亦可於《Pokémon GO》當作Pokémon Go Plus使用。
本作作为《宝可梦 皮卡丘》的重制作品，仅收录了系列第一世代的151只宝可梦與其阿羅拉地區形態、美錄坦和美錄梅塔。
游戏採用系统上向《Pokémon GO》靠拢，取消了系列正统RPG作品中可以在野外与野生宝可梦战斗的设定，将仅可捕捉野生的宝可梦，并只能与训练家进行战斗；此外游戏将可以与《Pokémon GO》联动，玩家可以将《Pokémon GO》中的第一世代宝可梦传送到本作中。遊戲另外推出名為“精灵球Plus”的控制器，除了可以控制遊戲，也能作為掛飾，或将游戏中的宝可梦传到该控制器中，进行培育。
玩家只需要一個Joy-Con就能進行遊戲，並支援兩名玩家一同遊玩，在雙玩家模式時，玩家的戰鬥將對變成雙打對戰，捕捉時也會各投擲一的精靈球，捕捉寶可夢的機率會翻倍。
依據版本不同，玩家的初始寶可夢可能是皮卡丘或伊布，在畫面處於第三人稱鳥瞰視角時，它將會位在玩家的肩膀或頭上，這個機制類似於《寶可夢 皮卡丘》中首次引進的步行寶可夢機制。當玩家靠近隱藏道具時，玩家的搭檔寶可夢會擺動它的尾巴，也可以透過換裝功能來裝飾寶可夢的外觀。玩家還可以像《寶可夢 心金／魂銀》一樣選擇一個寶可夢當作自己的夥伴，讓它們跟隨自己，如果選擇的寶可夢的體型比較大，那麼玩家將會像《宝可梦 X／Y》中的設計一樣騎乘寶可夢。
如同《寶可夢 皮卡丘》，玩家的初始寶可夢無法進化，不過玩家捕獲的其他同種類寶可夢可以進化。寶可夢蛋的機制不會出現在遊戲中。在本作中，玩家可以通过中文输入法为自己的角色以及捕捉到的宝可梦取名，这是系列首次支持繁体和简体中文输入，也是任天堂Switch上首款带有中文输入法的游戏。
《Let's Go！皮卡丘／Let's Go！伊布》裡一個和主系列遊戲很大的不同是，除非遇上特別情況，遊戲中的野生寶可夢無法對戰，必須透過與寶可夢交流來捕捉它們，捕捉它們後可以獲得經驗值。
美錄坦和美錄梅塔也出現在手機遊戲《Pokémon GO》中與動畫《太陽&月亮》中的阿羅拉地區。

## 反響
| 汇总媒体   | 得分                                                |
| ---------- | --------------------------------------------------- |
| Metacritic | 79/100（Let's Go！皮卡丘） 80/100（Let's Go！伊布） |

| 媒体                | 得分   |
| ------------------- | ------ |
| 电子游戏月刊        | 8.5/10 |
| Eurogamer           | 8/10   |
| GamePro             | 85/100 |
| GamesRadar+         | [ 17 ] |
| GameSpot            | 8/10   |
| IGN                 | 8.3/10 |
| Nintendo Life       | [ 20 ] |
| USGamer             | [ 21 ] |
| Fami通              | 37/40  |
| The Daily Telegraph | [ 23 ] |

### 銷售
本作在全球上市後，首週累積銷量即突破了300萬，刷新當時任天堂Switch遊戲首周銷量紀錄。日本首週銷售約為66萬套。
截至2022年12月底，《精靈寶可夢 Let's Go！皮卡丘／Let's Go！伊布》在全球銷量已達到了1507萬套。

### 獲獎記錄
| 年份 | 獎項                 | 類別                                  | 結果 | 來源   |
| ---- | -------------------- | ------------------------------------- | ---- | ------ |
| 2018 | 遊戲評論家獎         | 年度角色扮演遊戲                      | 提名 | [ 26 ] |
| 2018 | 遊戲評論家獎         | 年度家庭／社交遊戲                    | 提名 | [ 26 ] |
| 2018 | 澳洲遊戲大獎         | 年度家庭／兒童遊戲                    | 提名 | [ 27 ] |
| 2018 | 澳洲遊戲大獎         | 年度角色扮演遊戲                      | 提名 | [ 27 ] |
| 2019 | 紐約遊戲大獎         | 中央公園兒童動物園提供 最佳兒童遊戲獎 | 提名 | [ 28 ] |
| 2019 | NAVGTR獎             | 經典復刻遊戲                          | 提名 | [ 29 ] |
| 2019 | 第15屆英國學院遊戲獎 | 家庭遊戲                              | 提名 | [ 30 ] |
| 2019 | 法米通・電擊遊戲大賞 | 優秀獎                                | 獲獎 | [ 31 ] |
| 2019 | 義大利遊戲大獎       | 民選人氣獎                            | 提名 | [ 32 ] |
| 2019 | 金搖桿獎             | 年度任天堂遊戲                        | 提名 | [ 33 ] |

## 轶事
2024年4月8日，中国国家新闻出版署更新2024年4月进口网络游戏审批信息，其中官方译名为《宝可梦 走吧！伊布》通过了审批获得发行版号，而一同送审的《宝可梦 走吧！皮卡丘》并未过审。《皮卡丘》版直到同年6月才过审获得发行版号。